# Sabulodes cottlei
Sabulodes cottlei är en fjärilsart som beskrevs av Barnes och Benjamin 1926. Sabulodes cottlei ingår i släktet Sabulodes och familjen mätare. Inga underarter finns listade.